# ميلان دوريتش (لاعب كرة قدم)
ميلان دوريتش (بالصربية: Милан Ђурић)‏ هو لاعب كرة قدم صربي في مركز الوسط، ولد في 3 أكتوبر 1987 في بلغراد في صربيا. لعب مع نادي إسترا 1961 ونادي رادنيك بيلينا ونادي ميتالورغ سكوبيه ونادي ياغودينا.

## وصلات خارجية
- ميلان دوريتش (لاعب كرة قدم) على موقع قاعدة بيانات كرة القدم.إي يو (الإنجليزية)
- ميلان دوريتش (لاعب كرة قدم) على موقع Soccerway.com (الإنجليزية)
- ميلان دوريتش (لاعب كرة قدم) على موقع عالم كرة القدم.نت (الإنجليزية)